# متلازمة ليما
متلازمة ليما (بالإنجليزية: Lima syndrome)‏ هي النقيض لمتلازمة ستوكهولم، وفيها يتعاطف العدو أو الخاطف مع المعتدى عليه (الرهائن) بدافع الرحمة والتعاطف والشفقة.
وقد جاء المصطلح بعد حادثة اختطاف الرهائن المدعوين في حفل رسمي برعاية السفير الياباني في مقر السفارة في ليما (البيرو) في عام 1996، عندما احتجز 14 عضواً من أعضاء في حركة مسلحة تعرف باسم توباك، المئات الأشخاص كرهائن كانوا يحضرون حفلة في المقر الرسمي لسفير اليابان. ثم ما لبث أن أفرجت حركة المقاومة عن معظمم الرهائن، بمن فيهم أهم الشخصيات مع عدم الاهتمام بأهمية الرهائن، يعد ساعات قليلة فقط من الخطف وذلك بدافع التعاطف معهم.
يذكر أنه أثناء فترة الاحتجاز، التقطت مروحية محاصرة للسفارة صوراً تُظهر عناصر الجماعة المسلحة وهم يلعبون كرة القدم مع الرهائن في الحديقة الخلفية للسفارة، وهو ما اعتبره البعض محاولة منهم للتخفيف عن الرهائن، وبعد فترة بدأ الخاطفون في إطلاق سراح المحتجزين تباعاً بدون أسباب واضحة، ومع إطلاق سراح الرهائن أطلق مسمى ”متلازمة ليما“ على تلك الحالة التي يتعاطف خلالها الجاني مع الضحية.
يعود السبب والمبرر لهذه المتلازمة هو الإنسانية بطبيعة الحال، وأكثر الأشخاص عرضة لهذه المتلازمة هن النساء المجرمات والأطفال. كذلك هناك العديد من الأسباب الأخرى منها:
- ربما يكون الخاطف جزءًا من جماعة أجبرته على ارتكاب الاختطاف.
- ربما لا يوافق الخاطف على الطريقة التي يتم بها الاختطاف.
- ربما تم إجبار الخاطف على الاحتفاظ بالضحية بسبب الحاجة الماسة (الدراما العائلية، الوضع الاقتصادي الخطير، الاضطراب العقلي، إلى آخره.).
- قد يفتقر الخاطف إلى مهنة جنائية ، أو أنه يفتقر إلى الخبرة أو يكون قادرًا على التعاطف مع الناس (لا يعاني من اضطراب الشخصية المعادية للمجتمع)
- ربما يعتقد الخاطف أنه لن يكون على قيد الحياة من عملية الاختطاف.